# Seznam dílů seriálu Medicopter 117
Toto je seznam dílů seriálu Medicopter 117. Akční televizní seriál z prostředí letecké záchranné služby Medicopter 117 vysílala německá televizní stanice RTL a rakouská ORF 1 v letech 1998-2007.

## Přehled řad
| Řada | Díly | Premiéra v Německu   | Premiéra v Německu                 |
| Řada | Díly | První díl            | Poslední díl                       |
| ---- | ---- | -------------------- | ---------------------------------- |
| 1    | 9    | 11. ledna 1998       | 9. března 1998                     |
| 2    | 13   | 14. září 1999        | 30. listopadu 1999                 |
| 3    | 13   | 14. března 2000      | 6. června 2000                     |
| 4    | 13   | 18. září 2001        | 4. prosince 2001 (+ 17. září 2002) |
| 5    | 13   | 12. března 2002      | 12. listopadu 2002                 |
| 6    | 13   | 7. října 2003        | 24. srpna 2006                     |
| 7    | 8    | 6. července 2006 (?) | proběhla                           |

## Seznam dílů

### První řada (1997)
| Č. v seriálu | Č. v řadě | Původní název       | Český název          | Premiéra v Německu |
| ------------ | --------- | ------------------- | -------------------- | ------------------ |
| 1            | 1         | Der Kronzeuge       | Korunní svědek       | 11. ledna 1998     |
| 2            | 2         | Tödliche Dosis      | Smrtelná dávka       | 12. ledna 1998     |
| 3            | 3         | Die Geiselnahme     | Rukojmí              | 19. ledna 1998     |
| 4            | 4         | Kurzschluss         | Zkrat                | 26. ledna 1998     |
| 5            | 5         | Flug in die Hölle   | Let do pekla         | 2. února 1998      |
| 6            | 6         | Inferno Ohne Ausweg | Peklo bez východiska | 9. února 1998      |
| 7            | 7         | Blinde Wut          | Slepá zlost          | 23. února 1998     |
| 8            | 8         | Gift in den Adern   | Jed v žilách         | 2. března 1998     |
| 9            | 9         | Der Absturz         | Havárie              | 9. března 1998     |

### Druhá řada (1998)
| Č. v seriálu | Č. v řadě | Původní název         | Český název          | Premiéra v Německu |
| ------------ | --------- | --------------------- | -------------------- | ------------------ |
| 10           | 1         | Über dem Abgrund      | Nad propastí         | 14. září 1999      |
| 11           | 2         | Der Bankraub          | Bankovní loupež      | 14. září 1999      |
| 12           | 3         | Nasses Grab           | Mokrý hrob           | 21. září 1999      |
| 13           | 4         | Viren an Bord         | Viry na palubě       | 28. září 1999      |
| 14           | 5         | Blinder Alarm         | Věřina smrt          | 5. října 1999      |
| 15           | 6         | Die Falsche Massnahme | Chybná opatření      | 12. října 1999     |
| 16           | 7         | Knockout              | Knockout             | 19. října 1999     |
| 17           | 8         | Schulbus in den Tod   | Smrtící autobus      | 26. října 1999     |
| 18           | 9         | Gejagt                | Štvanice             | 2. listopadu 1999  |
| 19           | 10        | Unter Verdacht        | Podezření            | 9. listopadu 1999  |
| 20           | 11        | Mission ohne Ausweg   | Mise bez východiska  | 16. listopadu 1999 |
| 21           | 12        | Das Kalte Herz        | Chladné srdce        | 23. listopadu 1999 |
| 22           | 13        | In Letzter Sekunde    | V posledním okamžiku | 30. listopadu 1999 |

### Třetí řada (1999)
| Č. v seriálu | Č. v řadě | Původní název          | Český název          | Premiéra v Německu |
| ------------ | --------- | ---------------------- | -------------------- | ------------------ |
| 23           | 1         | Irrfahrt Am Himmel     | Bloudění v oblacích  | 14. března 2000    |
| 24           | 2         | Die Todesfalle         | Smrtonosná past      | 21. března 2000    |
| 25           | 3         | Zwischen Leben und Tod | Mezi životem a smrtí | 28. března 2000    |
| 26           | 4         | Die Feuertaufe         | Křest ohněm          | 4. dubna 2000      |
| 27           | 5         | Fahrt zur Hölle        | Cesta do pekel       | 11. dubna 2000     |
| 28           | 6         | Kidnapping             | Únos                 | 18. dubna 2000     |
| 29           | 7         | Fehler im System       | Systémová chyba      | 25. dubna 2000     |
| 30           | 8         | Gehetzt                | Jako štvaná zvěř     | 2. května 2000     |
| 31           | 9         | Die Rollende Bombe     | Pojízdná bomba       | 9. května 2000     |
| 32           | 10        | Todessprung            | Smrtící skok         | 16. května 2000    |
| 33           | 11        | Horror                 | Horor                | 23. května 2000    |
| 34           | 12        | Bodenlos               | Bez půdy pod nohama  | 30. května 2000    |
| 35           | 13        | Corrers Rache          | Correrova pomsta     | 6. června 2000     |

### Čtvrtá řada (2000)
| Č. v seriálu | Č. v řadě | Původní název      | Český název          | Premiéra v Německu |
| ------------ | --------- | ------------------ | -------------------- | ------------------ |
| 36           | 1         | Geisterflieger     | Zbloudilý let        | 17. září 2002      |
| 37           | 2         | Rettet Susi        | Zachraňte Susi       | 18. září 2001      |
| 38           | 3         | Geld Gegen Leben   | Peníze nebo život    | 25. září 2001      |
| 39           | 4         | Tödliches Wissen   | Vědět znamená zemřít | 2. října 2001      |
| 40           | 5         | Liebe oder Tod     | Láska nebo smrt      | 9. října 2001      |
| 41           | 6         | Super-GAU          | Jaderná havárie      | 16. října 2001     |
| 42           | 7         | Mobbing            | Šikana               | 23. října 2001     |
| 43           | 8         | Kokain             | Kokain               | 30. října 2001     |
| 44           | 9         | Mister Radio       | Pan Rádio            | 6. listopadu 2001  |
| 45           | 10        | Die Einzige Zeugin | Jediná svědkyně      | 13. listopadu 2001 |
| 46           | 11        | Lebendig Begraben  | Pohřbení za živa     | 20. listopadu 2001 |
| 47           | 12        | Kamikaze           | Kamikadze            | 27. listopadu 2001 |
| 48           | 13        | Auf der Flucht     | Na útěku             | 4. prosince 2001   |

### Pátá řada (2001)
| Č. v seriálu | Č. v řadě | Původní název          | Český název           | Premiéra v Německu |
| ------------ | --------- | ---------------------- | --------------------- | ------------------ |
| 49           | 1         | Der Zug                | Vlak                  | 12. března 2002    |
| 50           | 2         | Flucht ohne Wiederkehr | Útěk bez návratu      | 19. března 2002    |
| 51           | 3         | Plutonium              | Plutonium             | 26. března 2002    |
| 52           | 4         | Höhenangst             | Závrať                | 2. dubna 2002      |
| 53           | 5         | Inferno                | Ohnivé peklo          | 9. dubna 2002      |
| 54           | 6         | No Risk No Fun         | Risk je zisk          | 16. dubna 2002     |
| 55           | 7         | Verschollen            | Nezvěstný             | 24. září 2002      |
| 56           | 8         | Rufmord                | Pomluva               | 1. října 2002      |
| 57           | 9         | Im Labyrinth           | V bludišti            | 8. října 2002      |
| 58           | 10        | Geldtransport          | Transport peněz       | 15. října 2002     |
| 59           | 11        | Die Flammenfalle       | Past v plamenech      | 22. října 2002     |
| 60           | 12        | Rache um jeden Preis   | Pomsta za každou cenu | 29. října 2002     |
| 61           | 13        | Blinde Passagiere      | Černí pasažéři        | 12. listopadu 2002 |

### Šestá řada (2002–2005)
| Č. v seriálu | Č. v řadě | Původní název              | Český název                         | Premiéra v Německu |
| ------------ | --------- | -------------------------- | ----------------------------------- | ------------------ |
| 62           | 1         | Bodyguard                  | Bodyguard                           | 7. října 2003      |
| 63           | 2         | Blitzschlag                | Úder blesku                         | 14. října 2003     |
| 64           | 3         | Verschüttet                | Smrtící písek                       | 21. října 2003     |
| 65           | 4         | Das Feuerwerk              | Ohňostroj                           | 28. října 2003     |
| 66           | 5         | Falsche Zeit, Falscher Ort | V nesprávný čas na nesprávném místě | 18. listopadu 2003 |
| 67           | 6         | Freier Fall                | Volný pád                           | 25. listopadu 2003 |
| 68           | 7         | Blutige Spende             | Krvavý dar                          | 2. prosince 2003   |
| 69           | 8         | Vier Elemente              | Čtyři živly                         | 9. prosince 2003   |
| 70           | 9         | Mikado                     | Mikado                              | 20. července 2006  |
| 71           | 10        | Abgezockt                  | Smůla                               | 27. července 2006  |
| 72           | 11        | Blindflug                  | Let na slepo                        | 10. srpna 2006     |
| 73           | 12        | Flammenmeer                | Ohnivé moře                         | 17. srpna 2006     |
| 74           | 13        | Heisser Schnee             | Horký sníh                          | 24. srpna 2006     |

### Sedmá řada (2005-2006)
| Č. v seriálu | Č. v řadě | Původní název      | Český název    | Premiéra v Německu |
| ------------ | --------- | ------------------ | -------------- | ------------------ |
| 75           | 1         | Flug ins Ungewisse | Let do neznáma | 6. července 2006   |
| 76           | 2         | Spiel mit dem Tod  | Hra se smrtí   | 13. července 2006  |
| 77           | 3         | Feuer!             | Hoří           | 31. srpna 2006     |
| 78           | 4         | Der Tunnel         | Tunel          |                    |
| 79           | 5         | Ohne Skrupel       | Bez skrupulí   |                    |
| 80           | 6         | Eisiges Gefängnis  | Mrazivé vězení | 3. srpna 2006      |
| 81           | 7         | Gegen jede Chance  | Všemu navzdory |                    |
| 82           | 8         | Angst              | Strach         |                    |